# Hazel Keener
Pour les articles homonymes, voir Keener (homonymie).
Hazel Keener, née le 22 octobre 1904 et morte le 7 août 1979, est une actrice de cinéma américaine.

## Carrière
Née à Bettendorf (Iowa), Hazel Keener a grandi à Davenport (Iowa).
Elle gagna un concours de beauté sponsorisé par le Chicago Tribune et utilisa ce succès pour lancer sa carrière cinématographique.
En 1923, elle fut élue Miss Hollywood à l'occasion d'une comédie musicale annuelle donnée par des sculpteurs, des peintres, des écrivains et des compositeurs. En hommage à sa beauté, Finn Haaken Frolich sculpta son buste pour le Norse Club. L'année suivante, elle figura parmi les WAMPAS Baby Stars promises à la célébrité.
Sa carrière d'actrice va de 1922 à 1956. Son premier rôle important vint avec une comédie d'Harold Lloyd, Vive le sport! (1925). La fin des années 1920 la vit très active avec des participations à des films tels que The Gingham Girl (1927), Whispering Sage (1927), The Silent Partner (1927), and Vanishing Hoofs (1926). Elle contribua ensuite modestement à environ une vingtaine de films et quelques séries, dont Judge Roy Bean (1956) et Hopalong Cassidy (1954).
Hazel Keener mourut à Pacific Grove, en Californie, âgée de 74 ans.

## Filmographie partielle
- 1923 : Un nouveau Napoléon (Tea: With a Kick!) de Erle C. Kenton
- 1924 : Empty Hands de Victor Fleming
- 1925 : Vive le sport ! (The Freshman) de Fred C. Newmeyer et Sam Taylor
- 1926 : Vanishing Hoofs
- 1927 : The Gingham Girl
- 1927 : Whispering Sage
- 1927 : The Silent Partner
- 1951 : The Racket de John Cromwell